# Johann Nagl
Johann Nagl (* 8. Dezember 1905 in Gerersdorf; † 1. Mai 1988 in Melk) war ein österreichischer Politiker (ÖVP) und Landwirt. Nagl war von 1949 bis 1959 sowie von 1960 bis 1964 Abgeordneter zum Landtag von Niederösterreich.

## Leben
Nagl besuchte die Volksschule und war beruflich als Landwirt tätig.

## Politik
Er wirkte zwischen 1936 und 1938 als Gemeinderat und wurde nach dem Zweiten Weltkrieg 1945 geschäftsführender Gemeinderat. Danach war er von 1965 bis 1968 Gemeinderat in Troibetsberg und von 1969 bis 1970 Gemeinderat in Pöggstall. Zudem hatte Nagl zwischen 1947 und 1970 die Funktion des Bezirksbauernkammerobmanns inne und vertrat die ÖVP zwischen dem 5. November 1949 und dem 4. Juni 1959 sowie vom 21. Jänner 1960 bis zum 19. November 1964 im Landtag. Nagl war des Weiteren Hauptbezirksparteiobmann der ÖVP und wurde zum Ehrenbürger und Ökonomierat ernannt.